# Kara (Oti)
Der Kara ist ein linker Nebenfluss des Oti in Togo und Benin.

## Verlauf
Der Fluss hat seine Quellen südwestlich von Djougou in Département Donga in Benin, nahe der Grenze zu Togo. Er fließt zunächst in südwestliche Richtung. Nach dem Überschreiten der Grenze schwenkt er auf Nordwesten. Auf den letzten 40 km bildet er die Grenze zwischen den Regionen Savanes und Kara. Der Kara mündet auf der Grenze zu Ghana in den Oti.

## Hydrometrie
Die Durchflussmenge des Kara wurde an der hydrologischen Station N’Naboupi bei dem größten Teil des Einzugsgebietes, über die Jahre 1971 bis 1979 gemittelt, gemessen (in m³/s; Datensatz lückenhaft).